# O Carballiño
O Carballiño és un municipi de la província d'Ourense a Galícia. Pertany a la Comarca do Carballiño.
| 8.447 | 9.274 | 9.841 | 11.039 | 13.226 |
| Fonts: INE i IGE (Els criteris de registre censal variaren i les dades de l'INE i de l'IGE poden no coincidir.) |       |       |        |        |

## Parròquies
- Arcos (Santa María)
- Banga (Santa Baia)
- O Barón (San Fiz)
- Cabanelas (San Xoán)
- O Carballiño (San Cibrao)
- Lobás (Santa Ouxea)
- Longoseiros (Santa Mariña)
- Madarnás (San Tomé)
- Mesego (Santa María)
- Mudelos (Santiago)
- Partovia (Santiago)
- A Piteira (San Miguel)
- Ponte Veiga (San Lourenzo)
- Sagra (San Martiño)
- Señorín (San Roque)
- Seoane de Arcos (San Xoán)

## Festes i celebracions
- Festes majors de setembre.
- Festa do Polbo (Festa del Pop), el segon diumenge d'agost, d'interès turístic internacional.
- Jornades de Cinema i Video de Galícia (Xociviga).

## Personatges d'O Carballiño
- Miguel Anxo Fernández
- José María Méndez Gil Brandón